# Victor Osimhen
Victor James Osimhen (Lagos, 29 dicembre 1998) è un calciatore nigeriano, attaccante del Galatasaray e della nazionale nigeriana.
Dopo aver mosso i primi passi da calciatore in Nigeria, nel 2017 viene acquistato dal Wolfsburg, con cui debutta come professionista. Nel biennio 2018-2020 ha giocato prima con il Charleroi e poi con il Lilla. Dal 2020 al 2024 ha militato nel Napoli, con cui ha vinto un campionato italiano (2022-2023). Dal 2024 gioca al Galatasaray, con cui ha vinto un campionato turco (2024-2025) e una Coppa di Turchia (2024-2025).
Nel giro della nazionale maggiore dal 2017, ha partecipato a due edizioni della Coppa d'Africa (2019, 2023). Nel 2015, invece, ha vinto il campionato mondiale Under-17 (Cile 2015) con la nazionale giovanile, conquistando il titolo di capocannoniere del torneo.
A livello individuale è stato nominato miglior giovane della Serie A nell'annata 2021-2022 e miglior attaccante della Serie A nella stagione 2022-2023, laureandosi, in quest'ultima, anche capocannoniere del campionato. Inoltre, nel 2023, è stato eletto Calciatore africano dell'anno, Migliore calciatore assoluto AIC ed è stato incluso sia nella Squadra dell'anno AIC che nella lista dei 30 candidati al Pallone d'oro. Nel 2025 è stato capocannoniere del campionato turco.

## Biografia
Ha una figlia di nome Hailey True, nata dalla relazione con la compagna Stefanie Kim Ladewig.

## Caratteristiche tecniche
Centravanti capace di attaccare spesso la profondità, il suo piede forte è il destro. Dotato di buona tecnica individuale, possiede inoltre un'elevata velocità e forza fisica, nonché ottime doti di finalizzazione e una notevole abilità nel gioco aereo. Risulta utile anche in fase difensiva.
Ritenuto uno dei calciatori africani più forti della propria generazione, ha dichiarato di ispirarsi a Didier Drogba.

## Carriera

### Club

#### Gli esordi
Cresciuto nella Strikers Academy di Lagos, nel gennaio 2017 si trasferisce al Wolfsburg una volta compiuti i 18 anni, firmando per tre stagioni e mezzo. Inizialmente fuori per infortunio, il 13 maggio seguente esordisce in Bundesliga, prendendo il posto di Paul Ntep nella partita pareggiata (1-1) contro il Borussia M'gladbach. L'anno seguente, complice la grande concorrenza nel reparto offensivo, colleziona solo 12 presenze in campionato, di cui 3 da titolare.
Il 22 agosto 2018 viene mandato in prestito allo Charleroi. Debutta in Pro League il 1º settembre, come sostituto di Jérémy Perbet, disputando gli ultimi 12 minuti della partita vinta (3-1) contro il R.E. Mouscron. Il 22 settembre realizza il primo gol, sbloccando il risultato nel pareggio (1-1) sul campo del KSK Beveren. Il 21 ottobre, invece, realizza la sua prima doppietta in carriera, ai danni del Zulte Waregem. Chiude la stagione con 20 reti in 36 partite, compresi i play-off. Le ottime prestazioni inducono la società belga ad esercitare il diritto di riscatto, fissato a 3 milioni di euro.

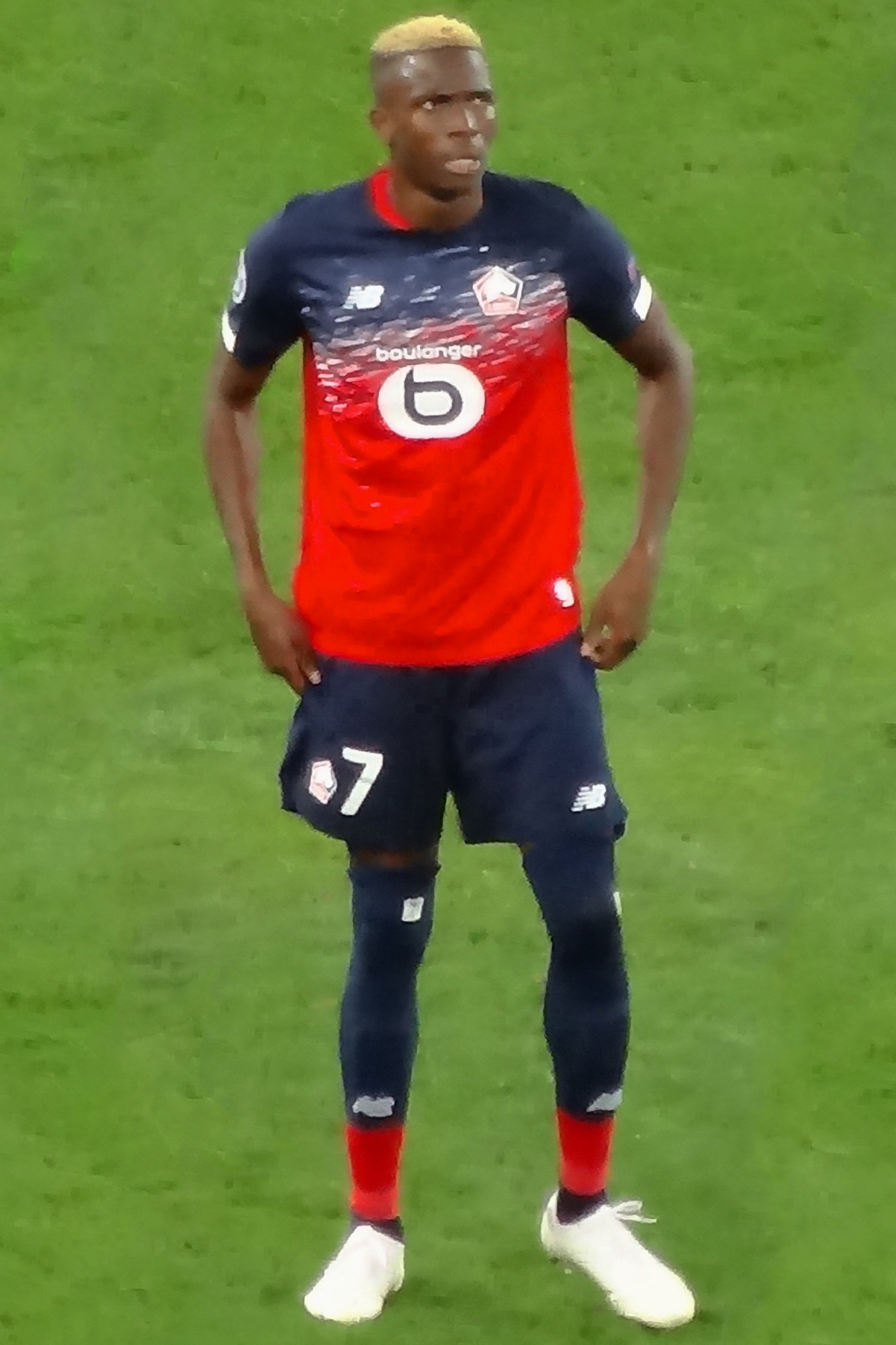
Osimhen con la maglia del Lilla

#### Lilla
Il 1º agosto 2019 è acquistato dal Lilla per 12 milioni di euro. Al debutto in Ligue 1, l'11 agosto contro il Nantes, realizza una doppietta. Il 17 settembre esordisce da titolare in Champions League, disputando l'intera partita persa 3-0 contro l'Ajax. Il 2 ottobre realizza il primo gol nella massima competizione europea, senza però evitare la sconfitta interna contro il Chelsea (1-2). In seguito alla sospensione del calcio francese a causa del COVID-19, conclude la stagione con 18 reti in 38 partite totali.

#### Napoli

##### 2020-2022: primi anni in Italia
Il 31 luglio 2020 viene ufficializzato il suo trasferimento a titolo definitivo al Napoli. Il costo del cartellino, stimato intorno ai 70 milioni complessivi, ne fa l'acquisto più oneroso nella storia del club campano. Debutta in Serie A il 20 settembre seguente, nel successo esterno contro il Parma per 2-0, subentrando al 61º minuto di gioco. Il 17 ottobre realizza la sua prima rete nella vittoria per 4-1 contro l'Atalanta, mentre l'8 novembre realizza il gol della vittoria per 0-1 contro il Bologna. In seguito, a causa di un infortunio alla spalla in Nazionale e la positività al COVID-19, rimane indisponibile per due mesi e mezzo. Torna in campo il 24 gennaio 2021, nell'incontro perso dai partenopei per 3-1 in casa del Verona. Il 7 marzo successivo ritrova il gol in campionato, sempre contro il Bologna. L'8 maggio realizza, nella vittoria esterna contro lo Spezia (1-4), la sua prima doppietta in maglia azzurra. Conclude l'annata con 10 reti in 30 partite complessive.
Inizia la stagione 2021-2022 rimediando un'espulsione per via di una manata nei confronti di Daan Heymans, calciatore del Venezia, durante la prima giornata di Serie A. Il 16 settembre segna le sue prime reti in Europa League, contribuendo con una doppietta al pareggio per 2-2 contro il Leicester City. Quattro giorni dopo, nel successo per 4-0 sul campo dell'Udinese, arriva anche la prima marcatura in campionato. Si ripete il 23 settembre con una doppietta segnata nel successo esterno ottenuto ai danni della Sampdoria (0-4). Il 21 novembre, durante Inter-Napoli, si infortuna al volto dopo uno scontro con il difensore nerazzurro Milan Škriniar; la diagnosi post-partita evidenzia una frattura dello zigomo sinistro e dell'annessa orbita oculare. Torna a giocare dopo quasi due mesi, il 17 gennaio 2022, subentrando a Dries Mertens nella vittoriosa trasferta di Bologna (0-2). Il 6 febbraio seguente apre le marcature nel successo esterno ai danni del Venezia (0-2). Il 20 maggio vince il Premio Lega Serie A come Miglior Under-23 del campionato. Termina la seconda stagione azzurra con 18 marcature in 32 incontri giocati tra campionato e coppe.

##### 2022-2023: vittoria della Serie A

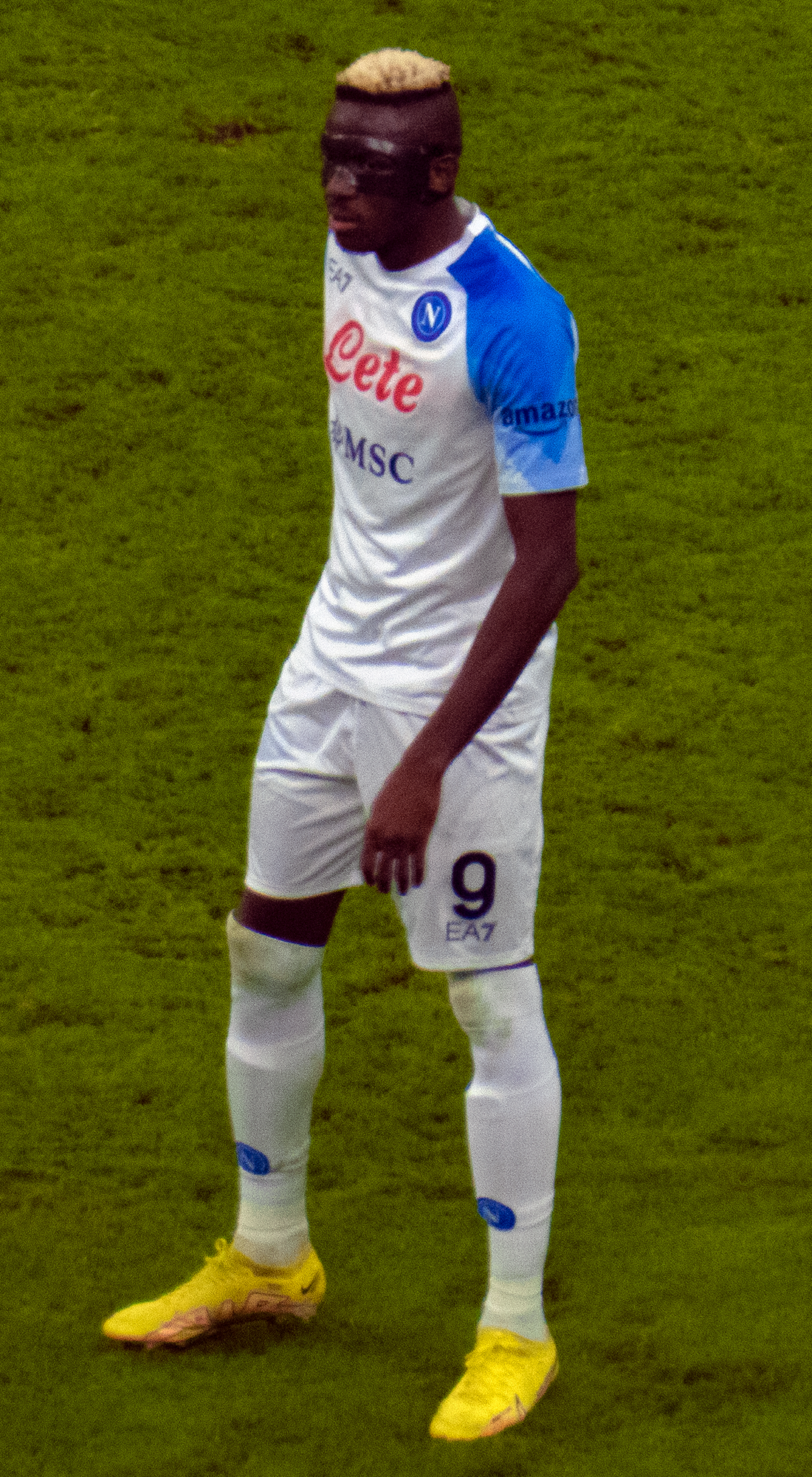
Osimhen con il Napoli nel 2023

Nella stagione successiva parte siglando due reti nelle prime due giornate di campionato, rispettivamente contro Verona e Monza, contribuendo così alla vittoria degli azzurri in entrambi i match. Il 12 ottobre realizza il suo primo gol in Champions League con i partenopei, mettendo a segno la rete del definitivo 4-2 nella vittoria casalinga contro l'Ajax. Il 23 ottobre seguente sigla il gol decisivo nel match esterno sul campo della Roma, valido per l'11ª giornata di Serie A e terminato 1-0 a favore degli azzurri. Sei giorni dopo, in occasione della sfida interna con il Sassuolo, terminata 4-0 in favore del Napoli, è autore della sua prima tripletta in maglia azzurra. Nel successivo turno di campionato decide con un gol e un assist per il compagno Eljif Elmas lo scontro al vertice in casa dell'Atalanta, terminato 2-1 per i partenopei; grazie a quest'ultima rete diventa inoltre il calciatore nigeriano più prolifico nella storia della Serie A. Il 13 gennaio 2023 contribuisce, con una doppietta e un assist per il compagno Khvicha K'varatskhelia, alla vittoria casalinga per 5-1 contro la Juventus, valida per la 18ª giornata di campionato. Grazie anche ai successivi due gol contro Salernitana e Roma, viene nominato miglior calciatore del mese di gennaio dalla Lega Serie A; la rete contro i giallorossi viene inoltre premiata come miglior gol del mese. Il 5 febbraio sigla un'altra doppietta, stavolta sul campo dello Spezia, nel match valido per la 21ª giornata di campionato e terminato 3-0 per i partenopei. La settimana seguente va ancora una volta a segno nella vittoria per 3-0 sulla Cremonese; nell'occasione, avendo fatto centro per la sesta partita di campionato consecutiva, eguaglia il primato originariamente stabilito da Gonzalo Higuaín nel 2016. Tale record viene superato cinque giorni dopo, con la rete del definitivo 2-0 sul campo del Sassuolo. Grazie alle sue prestazioni, viene premiato dall'AIC come miglior calciatore di Serie A del mese di febbraio. Il successivo 15 marzo realizza la sua prima doppietta in Champions League, nel successo casalingo per 3-0 contro l'Eintracht Francoforte, valido per il ritorno degli ottavi di finale. Il 4 maggio seguente è autore della rete che consente al Napoli di pareggiare in casa dell'Udinese (1-1) e, contestualmente, vincere il campionato con cinque giornate di anticipo, a distanza di 33 anni dal precedente; per il nigeriano è anche il primo titolo nazionale in carriera. Tre giorni dopo, grazie alla rete nell'1-0 finale in casa contro la Fiorentina, diventa il calciatore africano con il maggior numero di reti nel massimo campionato italiano (47). Conclude l'annata con 31 gol totali, vincendo anche i premi di miglior attaccante e capocannoniere della Serie A.

##### 2023-2024: ultima stagione in azzurro
Osimhen inizia la stagione 2023-2024 siglando una doppietta alla prima giornata di campionato, nella vittoria per 3-1 sul campo del Frosinone. Il successivo 6 settembre viene incluso nella lista dei 30 candidati al Pallone d'oro, classificandosi infine all'ottavo posto e diventando così il primo calciatore nella storia del club partenopeo a piazzarsi nelle prime dieci posizioni della graduatoria per il prestigioso riconoscimento individuale. A dicembre, invece, viene premiato dalla CAF come Calciatore africano dell'anno per la prima volta in carriera. Nello stesso mese, rinnova anche il proprio contratto con il Napoli fino al 30 giugno 2026, con l'inclusione di una clausola rescissoria compresa fra i 120 e i 130 milioni di euro. Il 28 febbraio 2024 realizza la sua seconda tripletta in maglia azzurra, nuovamente ai danni del Sassuolo, nella gara esterna vinta per 1-6 e valida per il recupero della 21ª giornata di Serie A. Conclude la stagione con 17 reti in 32 incontri totali.
Nell'estate successiva viene estromesso dal progetto tecnico del nuovo allenatore Antonio Conte.

#### Galatasaray
Il 4 settembre 2024 si trasferisce al Galatasaray, in Süper Lig, con la formula del prestito secco fino al termine della stagione. Fa il suo debutto nel campionato turco il 14 settembre, in occasione del successo casalingo per 5-0 contro il Çaykur Rizespor. Il 28 dello stesso mese, invece, realizza i suoi primi due gol con la nuova maglia, nella gara casalinga contro il Kasımpaşa, valida per la settima giornata di campionato e terminata con il risultato di 3-3. Il successivo 7 novembre segna un'altra doppietta, stavolta ai danni del Tottenham, nel match di Europa League vinto per 3-2 dai giallorossi. Il 14 marzo 2025 mette a segno la sua prima tripletta con il club turco, in occasione della gara casalinga contro l'Antalyaspor, valida per la 28ª giornata di campionato e conclusasi col risultato di 4-0. Il 14 maggio seguente vince la Coppa di Turchia, grazie al successo in finale del Galatasaray sul Trabzonspor (0-3), a cui contribuisce con una doppietta. Quattro giorni dopo conquista anche il campionato turco, aprendo le marcature nella vittoria casalinga contro il Kayserispor (3-0), che permette ai giallorossi di laurearsi campioni con due turni di anticipo. Chiude la stagione con 41 presenze e 37 reti complessive, di cui 26 in campionato, che lo rendono il capocannoniere del torneo.
Dopo essere rientrato al Napoli, il 31 luglio 2025 viene ingaggiato nuovamente dal club turco, stavolta a titolo definitivo, per 75 milioni di euro più altri 5 di bonus e il 10% della futura rivendita (valida per 24 mesi), divenendo così l'acquisto più oneroso nella storia del Galatasaray e del calcio turco. L'accordo tra le due società prevede anche una penale da 30 milioni di euro (anch'essa valevole per due anni) che il club giallorosso dovrà versare al Napoli in caso di cessione del calciatore a una squadra italiana.

### Nazionale

#### Nazionali giovanili
Con la nazionale Under-17 nigeriana vince il Mondiale di categoria nel 2015, conquistando il titolo di capocannoniere del torneo con 10 reti (record di sempre nella competizione). Nel dicembre dello stesso anno trionfa con la selezione Under-23 nella seconda edizione della Coppa d'Africa Under-23, tenutasi in Senegal.
Il 25 marzo 2019 realizza un tripletta con la nazionale Under-23 nel match contro i pari età della Libia, vinto per 4-0 e valido per le qualificazioni alla terza edizione della Coppa d'Africa di categoria, tenutasi nel novembre dello stesso anno in Egitto.

#### Nazionale maggiore
Esordisce con la nazionale maggiore il 1º giugno 2017, nell'amichevole vinta per 3-0 contro il Togo. Viene poi convocato per la Coppa d'Africa 2019 in Egitto, disputando il secondo tempo della finale per il terzo posto vinta dalla Nigeria sulla Tunisia. Il 10 settembre 2019 realizza la sua prima rete in nazionale nell'amichevole pareggiata per 2-2 contro l'Ucraina.
Il 13 giugno 2022 segna quattro gol nel match contro São Tomé e Príncipe, valido per le qualificazioni alla Coppa d'Africa e terminato 0-10 a favore della Nigeria. Il 10 settembre 2023, nella gara di ritorno contro São Tomé vinta per 6-0, mette a segno la sua prima tripletta in nazionale maggiore, concludendo le qualificazioni come miglior marcatore in assoluto, con 10 gol totali.
Successivamente prende parte alla Coppa d'Africa 2023, dove la Nigeria viene sconfitta in finale dai padroni di casa della Costa d'Avorio. Durante la competizione Osimhen scende in campo da titolare in tutte e sette le partite disputate dai nigeriani, realizzando una sola rete, in occasione della gara d'esordio della fase a gironi contro la Guinea Equatoriale, terminata col risultato di 1-1.
Il 7 settembre 2024 realizza un gol nel successo per 3-0 contro il Benin, agganciando al secondo posto della classifica marcatori della nazionale nigeriana Segun Odegbami, a quota 22 reti realizzate.

## Statistiche
Tra club, nazionale maggiore e nazionali giovanili, Osimhen ha collezionato 323 presenze, segnando 194 reti, alla media di 0.6 gol a partita.

### Presenze e reti nei club
Statistiche aggiornate al 15 agosto 2025.
| Stagione           | Squadra            | Campionato         | Campionato | Campionato | Coppe nazionali | Coppe nazionali | Coppe nazionali | Coppe continentali | Coppe continentali | Coppe continentali | Altre coppe | Altre coppe | Altre coppe | Totale | Totale |
| Stagione           | Squadra            | Comp               | Pres       | Reti       | Comp            | Pres            | Reti            | Comp               | Pres               | Reti               | Comp        | Pres        | Reti        | Pres   | Reti   |
| ------------------ | ------------------ | ------------------ | ---------- | ---------- | --------------- | --------------- | --------------- | ------------------ | ------------------ | ------------------ | ----------- | ----------- | ----------- | ------ | ------ |
| gen.-giu. 2017     | Wolfsburg          | BL                 | 2+1        | 0          | CG              | 0               | 0               | -                  | -                  | -                  | -           | -           | -           | 3      | 0      |
| 2017-2018          | Wolfsburg          | BL                 | 12         | 0          | CG              | 1               | 0               | -                  | -                  | -                  | -           | -           | -           | 13     | 0      |
| Totale Wolfsburg   | Totale Wolfsburg   | Totale Wolfsburg   | 14+1       | 0          |                 | 1               | 0               |                    | -                  | -                  |             | -           | -           | 16     | 0      |
| 2018-2019          | Charleroi          | D1                 | 25+9       | 12+7       | CB              | 2               | 1               | -                  | -                  | -                  | -           | -           | -           | 36     | 20     |
| 2019-2020          | Lilla              | L1                 | 27         | 13         | CF+CdL          | 3+3             | 1+2             | UCL                | 5                  | 2                  | -           | -           | -           | 38     | 18     |
| 2020-2021          | Napoli             | A                  | 24         | 10         | CI              | 3               | 0               | UEL                | 3                  | 0                  | SI          | 0           | 0           | 30     | 10     |
| 2021-2022          | Napoli             | A                  | 27         | 14         | CI              | 0               | 0               | UEL                | 5                  | 4                  | -           | -           | -           | 32     | 18     |
| 2022-2023          | Napoli             | A                  | 32         | 26         | CI              | 1               | 0               | UCL                | 6                  | 5                  | -           | -           | -           | 39     | 31     |
| 2023-2024          | Napoli             | A                  | 25         | 15         | CI              | 1               | 0               | UCL                | 6                  | 2                  | SI          | -           | -           | 32     | 17     |
| Totale Napoli      | Totale Napoli      | Totale Napoli      | 108        | 65         |                 | 5               | 0               |                    | 20                 | 11                 |             | 0           | 0           | 133    | 76     |
| 2024-2025          | Galatasaray        | SL                 | 30         | 26         | TK              | 4               | 5               | UEL                | 7                  | 6                  | TSK         | -           | -           | 41     | 37     |
| 2025-2026          | Galatasaray        | SL                 | 1          | 0          | TK              | -               | -               | UCL                | -                  | -                  | TSK         | -           | -           | 1      | 0      |
| Totale Galatasaray | Totale Galatasaray | Totale Galatasaray | 31         | 26         |                 | 4               | 5               |                    | 7                  | 6                  |             | -           | -           | 42     | 37     |
| Totale carriera    | Totale carriera    | Totale carriera    | 215        | 123        |                 | 18              | 9               |                    | 32                 | 19                 |             | 0           | 0           | 265    | 151    |

### Cronologia presenze e reti in nazionale
| Cronologia completa delle presenze e delle reti in nazionale ― Nigeria | Cronologia completa delle presenze e delle reti in nazionale ― Nigeria | Cronologia completa delle presenze e delle reti in nazionale ― Nigeria | Cronologia completa delle presenze e delle reti in nazionale ― Nigeria | Cronologia completa delle presenze e delle reti in nazionale ― Nigeria | Cronologia completa delle presenze e delle reti in nazionale ― Nigeria | Cronologia completa delle presenze e delle reti in nazionale ― Nigeria | Cronologia completa delle presenze e delle reti in nazionale ― Nigeria |
| Data                                                                   | Città                                                                  | In casa                                                                | Risultato                                                              | Ospiti                                                                 | Competizione                                                           | Reti                                                                   | Note                                                                   |
| ---------------------------------------------------------------------- | ---------------------------------------------------------------------- | ---------------------------------------------------------------------- | ---------------------------------------------------------------------- | ---------------------------------------------------------------------- | ---------------------------------------------------------------------- | ---------------------------------------------------------------------- | ---------------------------------------------------------------------- |
| 1-6-2017                                                               | Saint-Leu-la-Forêt                                                     | Nigeria                                                                | 3 – 0                                                                  | Togo                                                                   | Amichevole                                                             | -                                                                      | 46’                                                                    |
| 10-6-2017                                                              | Uyo                                                                    | Nigeria                                                                | 0 – 2                                                                  | Sudafrica                                                              | Qual. Coppa d'Africa 2019                                              | -                                                                      | 86’                                                                    |
| 20-11-2018                                                             | Asaba                                                                  | Nigeria                                                                | 0 – 0                                                                  | Uganda                                                                 | Amichevole                                                             | -                                                                      | 46’                                                                    |
| 8-6-2019                                                               | Asaba                                                                  | Nigeria                                                                | 0 – 0                                                                  | Zimbabwe                                                               | Amichevole                                                             | -                                                                      | 64’                                                                    |
| 16-6-2019                                                              | Ismailia                                                               | Senegal                                                                | 1 – 0                                                                  | Nigeria                                                                | Amichevole                                                             | -                                                                      | 75’                                                                    |
| 17-7-2019                                                              | Il Cairo                                                               | Tunisia                                                                | 0 – 1                                                                  | Nigeria                                                                | Coppa d'Africa 2019 - Finale 3º posto                                  | -                                                                      | 46’                                                                    |
| 10-9-2019                                                              | Dnipro                                                                 | Ucraina                                                                | 2 – 2                                                                  | Nigeria                                                                | Amichevole                                                             | 1                                                                      | 84’ 90+3’                                                              |
| 13-10-2019                                                             | Singapore                                                              | Brasile                                                                | 1 – 1                                                                  | Nigeria                                                                | Amichevole                                                             | -                                                                      | 79’                                                                    |
| 13-11-2019                                                             | Uyo                                                                    | Nigeria                                                                | 2 – 1                                                                  | Benin                                                                  | Qual. Coppa d'Africa 2021                                              | 1                                                                      | 85’                                                                    |
| 17-11-2019                                                             | Maseru                                                                 | Lesotho                                                                | 2 – 4                                                                  | Nigeria                                                                | Qual. Coppa d'Africa 2021                                              | 2                                                                      |                                                                        |
| 13-11-2020                                                             | Benin City                                                             | Nigeria                                                                | 4 – 4                                                                  | Sierra Leone                                                           | Qual. Coppa d'Africa 2021                                              | 1                                                                      | 78’                                                                    |
| 27-3-2021                                                              | Cotonou                                                                | Benin                                                                  | 0 – 1                                                                  | Nigeria                                                                | Qual. Coppa d'Africa 2021                                              | -                                                                      |                                                                        |
| 30-3-2021                                                              | Abeokuta                                                               | Nigeria                                                                | 3 – 0                                                                  | Lesotho                                                                | Qual. Coppa d'Africa 2021                                              | 1                                                                      | 75’                                                                    |
| 3-9-2021                                                               | Lagos                                                                  | Nigeria                                                                | 2 – 0                                                                  | Liberia                                                                | Qual. Mondiali 2022                                                    | -                                                                      | 78’                                                                    |
| 7-9-2021                                                               | Mindelo                                                                | Capo Verde                                                             | 1 – 2                                                                  | Nigeria                                                                | Qual. Mondiali 2022                                                    | 1                                                                      | 84’                                                                    |
| 7-10-2021                                                              | Lagos                                                                  | Nigeria                                                                | 0 – 1                                                                  | Rep. Centrafricana                                                     | Qual. Mondiali 2022                                                    | -                                                                      |                                                                        |
| 10-10-2021                                                             | Bangui                                                                 | Rep. Centrafricana                                                     | 0 – 2                                                                  | Nigeria                                                                | Qual. Mondiali 2022                                                    | 1                                                                      |                                                                        |
| 13-11-2021                                                             | Monrovia                                                               | Liberia                                                                | 0 – 2                                                                  | Nigeria                                                                | Qual. Mondiali 2022                                                    | 1                                                                      |                                                                        |
| 16-11-2021                                                             | Lagos                                                                  | Nigeria                                                                | 1 – 1                                                                  | Capo Verde                                                             | Qual. Mondiali 2022                                                    | 1                                                                      | 89’                                                                    |
| 25-3-2022                                                              | Kumasi                                                                 | Ghana                                                                  | 0 – 0                                                                  | Nigeria                                                                | Qual. Mondiali 2022                                                    | -                                                                      |                                                                        |
| 29-3-2022                                                              | Abuja                                                                  | Nigeria                                                                | 1 – 1                                                                  | Ghana                                                                  | Qual. Mondiali 2022                                                    | -                                                                      |                                                                        |
| 9-6-2022                                                               | Abuja                                                                  | Nigeria                                                                | 2 – 1                                                                  | Sierra Leone                                                           | Qual. Coppa d'Africa 2023                                              | 1                                                                      | 90+2’                                                                  |
| 13-6-2022                                                              | Agadir                                                                 | São Tomé e Príncipe                                                    | 0 – 10                                                                 | Nigeria                                                                | Qual. Coppa d'Africa 2023                                              | 4                                                                      |                                                                        |
| 24-3-2023                                                              | Abuja                                                                  | Nigeria                                                                | 0 – 1                                                                  | Guinea-Bissau                                                          | Qual. Coppa d'Africa 2023                                              | -                                                                      |                                                                        |
| 27-3-2023                                                              | Bissau                                                                 | Guinea-Bissau                                                          | 0 – 1                                                                  | Nigeria                                                                | Qual. Coppa d'Africa 2023                                              | -                                                                      |                                                                        |
| 18-6-2023                                                              | Monrovia                                                               | Sierra Leone                                                           | 2 – 3                                                                  | Nigeria                                                                | Qual. Coppa d'Africa 2023                                              | 2                                                                      | 81’                                                                    |
| 10-9-2023                                                              | Uyo                                                                    | Nigeria                                                                | 6 – 0                                                                  | São Tomé e Príncipe                                                    | Qual. Coppa d'Africa 2023                                              | 3                                                                      |                                                                        |
| 13-10-2023                                                             | Portimão                                                               | Arabia Saudita                                                         | 2 – 2                                                                  | Nigeria                                                                | Amichevole                                                             | -                                                                      | 59’                                                                    |
| 14-1-2024                                                              | Abidjan                                                                | Nigeria                                                                | 1 – 1                                                                  | Guinea Equatoriale                                                     | Coppa d'Africa 2023 - 1º turno                                         | 1                                                                      |                                                                        |
| 18-1-2024                                                              | Abidjan                                                                | Costa d'Avorio                                                         | 0 – 1                                                                  | Nigeria                                                                | Coppa d'Africa 2023 - 1º turno                                         | -                                                                      | 88’                                                                    |
| 22-1-2024                                                              | Abidjan                                                                | Guinea-Bissau                                                          | 0 – 1                                                                  | Nigeria                                                                | Coppa d'Africa 2023 - 1º turno                                         | -                                                                      |                                                                        |
| 27-1-2024                                                              | Abidjan                                                                | Nigeria                                                                | 2 – 0                                                                  | Camerun                                                                | Coppa d'Africa 2023 - Ottavi di finale                                 | -                                                                      | 90+9’                                                                  |
| 2-2-2024                                                               | Abidjan                                                                | Nigeria                                                                | 1 – 0                                                                  | Angola                                                                 | Coppa d'Africa 2023 - Quarti di finale                                 | -                                                                      | 90+5’                                                                  |
| 7-2-2024                                                               | Bouaké                                                                 | Nigeria                                                                | 1 – 1 dts (4 – 2 dtr)                                                  | Sudafrica                                                              | Coppa d'Africa 2023 - Semifinale                                       | -                                                                      | 110’                                                                   |
| 12-2-2024                                                              | Abidjan                                                                | Nigeria                                                                | 1 – 2                                                                  | Costa d'Avorio                                                         | Coppa d'Africa 2023 - Finale                                           | -                                                                      |                                                                        |
| 7-9-2024                                                               | Uyo                                                                    | Nigeria                                                                | 3 – 0                                                                  | Benin                                                                  | Qual. Coppa d'Africa 2025                                              | 1                                                                      | 72’                                                                    |
| 10-9-2024                                                              | Kigali                                                                 | Ruanda                                                                 | 0 – 0                                                                  | Nigeria                                                                | Qual. Coppa d'Africa 2025                                              | -                                                                      | 46’                                                                    |
| 14-11-2024                                                             | Abidjan                                                                | Benin                                                                  | 1 – 1                                                                  | Nigeria                                                                | Qual. Coppa d'Africa 2025                                              | 1                                                                      |                                                                        |
| 18-11-2024                                                             | Uyo                                                                    | Nigeria                                                                | 1 – 2                                                                  | Ruanda                                                                 | Qual. Coppa d'Africa 2025                                              | -                                                                      | 77’                                                                    |
| 21-3-2025                                                              | Kigali                                                                 | Ruanda                                                                 | 0 – 2                                                                  | Nigeria                                                                | Qual. Mondiali 2026                                                    | 2                                                                      | 77’                                                                    |
| 25-3-2025                                                              | Uyo                                                                    | Nigeria                                                                | 1 – 1                                                                  | Zimbabwe                                                               | Qual. Mondiali 2026                                                    | 1                                                                      | 86’                                                                    |
| Totale                                                                 |                                                                        | Presenze                                                               | 41                                                                     |                                                                        | Reti (2º posto)                                                        | 26                                                                     |                                                                        |

### Record

#### Serie A
- Calciatore africano col maggior numero di reti in Serie A (65).[54]
- Calciatore africano col maggior numero di reti in una singola stagione di Serie A (26).[96]

#### Napoli
- Calciatore del Napoli a segno per più partite consecutive in Serie A nell'era dei tre punti a vittoria (8).[47]

## Palmarès

### Club
- Campionato italiano: 1

Napoli: 2022-2023
- Coppa di Turchia: 1

Galatasaray: 2024-2025
- Campionato turco: 1

Galatasaray:  2024-2025

### Nazionale
- Campionato mondiale Under-17: 1

Cile 2015
- Coppa delle Nazioni Africane Under-23: 1

Senegal 2015

### Individuale
- Scarpa d'oro del campionato mondiale Under-17: 1

Cile 2015  (10 gol) 
- Giovane calciatore africano dell'anno: 1

2015
- Nigeria Pitch Awards: 7

Attaccante nigeriano dell'anno: 2019, 2021, 2022, 2023
Calciatore nigeriano dell'anno: 2021, 2022, 2023
- Ballers Awards: 4

Attaccante nigeriano dell'anno: 2020, 2021
Calciatore nigeriano dell'anno: 2020, 2021
- Premi Lega Serie A: 2

Miglior Under 23: 2021-2022
Miglior attaccante: 2022-2023
- Globe Soccer Awards: 1

Miglior giovane: 2022
- Capocannoniere della Serie A: 1

2022-2023 (26 gol)
- Calciatore africano dell'anno: 1

2023
- Gran Galà del calcio AIC: 2

Squadra dell'anno: 2023
Migliore calciatore assoluto: 2023
- Capocannoniere della Süper Lig: 1

2024-2025 (26 gol)